# Peckelsheim

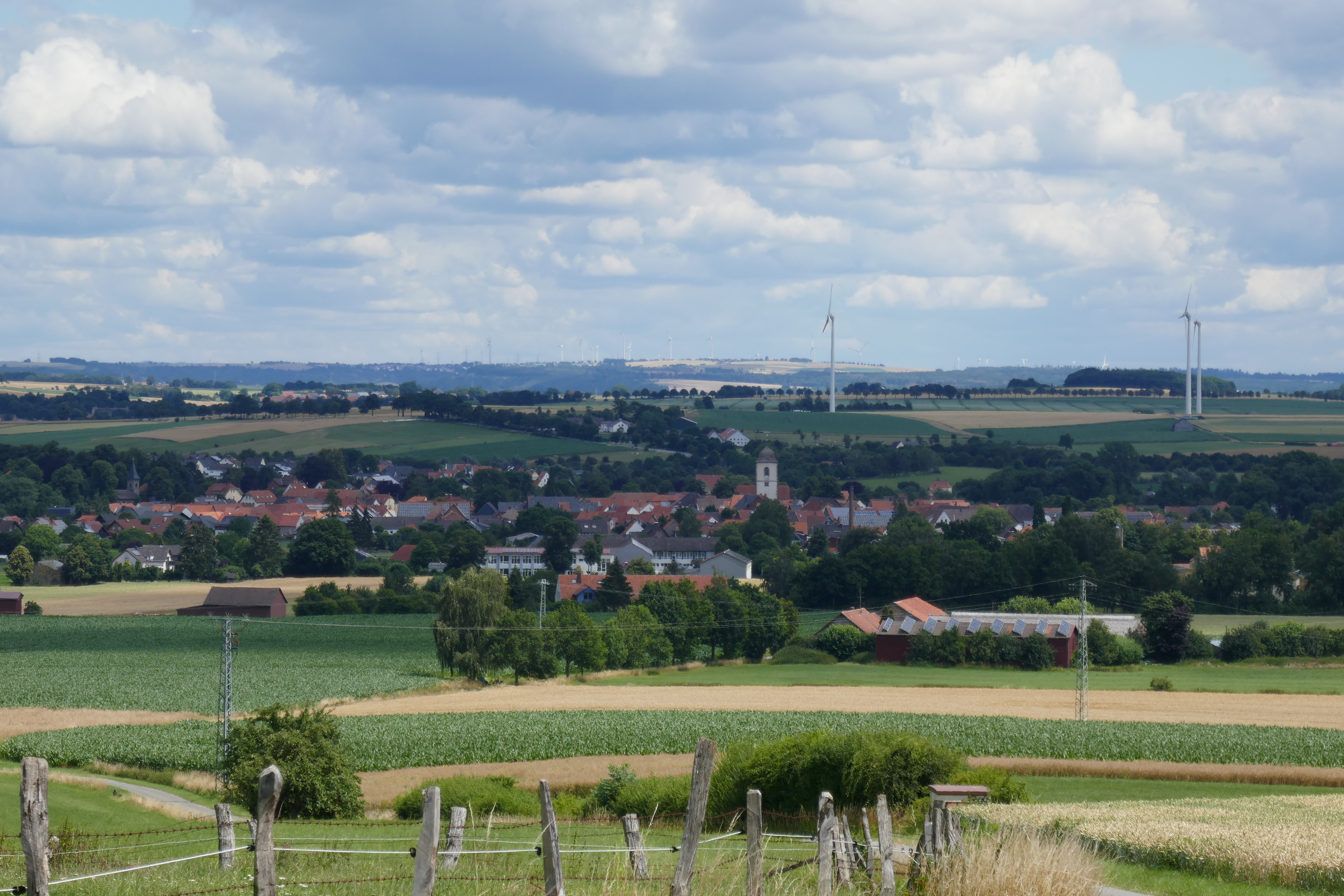
Blick auf den Ortsteil Peckelsheim

Peckelsheim ist ein Ortsteil von Willebadessen in Ostwestfalen am nördlichen Rand der Warburger Börde.

## Lage
Peckelsheim liegt etwa 14 km nördlich von Warburg und 13 km südlich von Brakel sowie 28 km südöstlich von Paderborn.

## Geschichte
Die Ortschaft wurde erstmals im 10. Jahrhundert in Urkunden des Klosters Corvey als befestigter Hof „Pykulessun“ erwähnt und erhielt am 31. Juli 1318 die Stadtrechte. Sie war stets ein Teil des Hochstifts Paderborn und war Amtssitz der Landvogtei Peckelsheim. Die Burg Peckelsheim, erbaut zu Beginn des 14. Jahrhunderts, geriet über Pfandschaft sukzessive in die Hände eines Zweiges der Familie Spiegel, der sich fortan nach dem neuen Bezugsort benannte: Spiegel zu Peckelsheim. Nach vielen baulichen Veränderungen wurde die Burg bereits im 18. Jahrhundert aufgegeben. Erhalten ist unter anderem noch das dreigeschossige Turmhaus des 14. Jahrhunderts mit Wappentafel von 1535.
Peckelsheim gehörte bis zu den Napoleonischen Kriegen zum Hochstift Paderborn und war dort Sitz einer Landvogtei. Der Ort kam im Jahr 1803 erstmals zu Preußen und war dann von 1807 bis 1813 Sitz des Kantons Peckelsheim im Departement der Fulda des Königreichs Westphalen. 1813 kam Peckelsheim erneut zu Preußen und 1816 wurde der Ort dem neuen Kreis Warburg in der Provinz Westfalen zugeordnet. Im Kreis Warburg gehörte Peckelsheim als Titularstadt dem Amt Peckelsheim an und war dessen Sitz.
Mehrfach zerstörten Stadtbrände die Häuser, aber die Bewohner bauten sie stets wieder auf. Der letzte verheerende Brand im Jahr 1905 vernichtete 188 Häuser von 280 und zahlreiche Scheunen mit Haustieren. Menschen kamen nicht ums Leben.
Bis heute ist der ursprüngliche Grundriss erhalten, der sich in der Anordnung der Straßen widerspiegelt. Historische Gebäude sind wegen der oben genannten Ereignisse kaum noch vorhanden.
Im Jahr 1953 fiel in ein Waldstück bei Peckelsheim ein 117,8 Gramm schwerer Meteorit. Er wurde als Diogenit klassifiziert.
Am 1. Januar 1975 wurde Peckelsheim durch das Sauerland/Paderborn-Gesetz in die neue Willebadessen eingemeindet, die gleichzeitig zum neuen Kreis Höxter kam. Im Stadtteil Peckelsheim befindet sich der Verwaltungssitz der Stadt Willebadessen.

### Wappen
| Wappen der ehemaligen Stadt Peckelsheim | Blasonierung: „In Gold (Gelb) eine von drei roten Türmen mit blauen Dächern und rot-silbern (weiß) geteilten Flaggen bekrönte rote Zinnenmauer mit offenen Tor; darin ein wachsender rot gekleideter Bischof mit blauem Mantel, blauer Mitra und silbernem (weißem) Krummstab, beiderseits am Torrahmen je eine halbe silberne (weiße) Lilie.“ |
| Wappen der ehemaligen Stadt Peckelsheim | Wappenbegründung: Das Wappen wurde am 14. September 1908 vom preußischen König Wilhelm II. verliehen. Es gleicht weitgehend dem Siegelbild des späten 14. Jahrhunderts der 1318 von Bischof Dietrich von Paderborn gegründeten Stadt. Die Lilie war das Münzzeichen des Hochstifts Paderborn.                                                  |

### Banner
|  | 00Banner: „Das Banner ist gespalten von Rot und Weiß mit dem Wappen oberhalb der Mitte.“ |

## Infrastruktur

### Verkehr
Peckelsheim liegt im Schnittpunkt mehrerer Landesstraßen; die Bundesstraße 252 führt als Umgehungsstraße östlich an der Ortschaft vorbei.
Neben den größeren Bahnhöfen in Paderborn und Warburg befinden sich in Brakel und Willebadessen die nächstgelegenen Stationen im Regionalverkehr.
Der Regionalflughafen Paderborn-Lippstadt liegt 35 km westlich.

### Öffentliche Einrichtungen
Die Freiwilligen Feuerwehr der Stadt Willebadessen begtreibt den Löschdienst in der Stadt.  Die Einheit besteht aus etwa 100 Mitgliedern, davon gehören 45 der Einsatzabteilung an. An den Löschzug angegliedert ist auch eine Jugendfeuerwehr mit etwa 30 Mitgliedern.
Der Rettungsdienst Kreis Höxter ist in Peckelsheim mit zwei Rettungswagen stationiert. Die Rettungswache Peckelsheim hat mit 24 Ortschaften den größten Versorgungsbereich im Kreis Höxter. Die Ortschaften teilen sich auf die Städte Willebadessen, Borgentreich, Brakel und Warburg auf. Am 1. Juli 2013 wurde die damalige Tageswache in eine 24-Stunden-Wache umgewandelt. Von Juni 2013 bis April 2014 war das Feuerwehrhaus des LZ Peckelsheim übergangsweise auch Rettungswache, da das Gebäude der eigentlichen Rettungswache abgerissen und neu gebaut wurde. Von Mai bis Juni 2020 wurde das Feuerwehrhaus Peckelsheim wieder zur Rettungswache, da der KTW während der Corona-Pandemie dort übergangsweise stationiert wurde.
Der Bootstrupp der DLRG Ortsgruppe ist mit einem Gerätewagen Wasserrettung und mit einem Motorrettungsboot im Wasserrettungszug 7 des Landes Westfalen organisiert, sowie in der örtlichen Gefahrenabwehr des Kreises Höxter. Der Trupp ist einsetzbar für Wasserrettungs-, Sanitäts- und Logistikeinsätze.
Der DRK-Ortsverein Peckelsheim e. V. ist in der EE NRW HX 02 für die örtliche und überörtliche Gefahrenabwehr eingebundenen.

### Bildung
Im Schulzentrum sind die Sankt-Nikolaus-Grundschule, die Eggeschule und die dort angeschlossenen Sportanlagen angesiedelt. Durch den Zusammenschluss der Haupt- und Realschule entstand die Eggeschule Peckelsheim (Sekundarstufe 1). Die Förderschule Hüssenbergschule Peckelsheim wurde 2013 geschlossen.
Für die frühkindliche Bildung gibt es das Familienzentrum Am Park. Der Volkshochschulzweckverband Diemel-Egge-Weser betreibt in Peckelsheim eine Zweigstelle. Die Volkshochschule macht Kursangebote für die Erwachsenenbildung.

### Ansässige Unternehmen
Peckelsheim zeichnet sich durch eine mittelständische Wirtschaftsstruktur aus. Ein Großteil der Firmen sind im Gewerbegebiet Nord-West, davon viele im Kfz-Dienstleistungsbereich, angesiedelt.
Wie auf dem Einleitungsbild zu sehen, stehen am Rand des Ortsteils drei Windräder.
Die Deutsche Telekom, EAM Netz GmbH und Straßen.NRW betreiben Niederlassungen in Peckelsheim. Der Standort Peckelsheim der Deutschen Post ist durch den Verkauf des Postamts in die Nachbarstadt Borgentreich umgezogen. Die Erdgas-Pipeline MIDAL des Betreibers Gascade verläuft seit dem Jahr 1992 westlich am Ortskern vorbei.

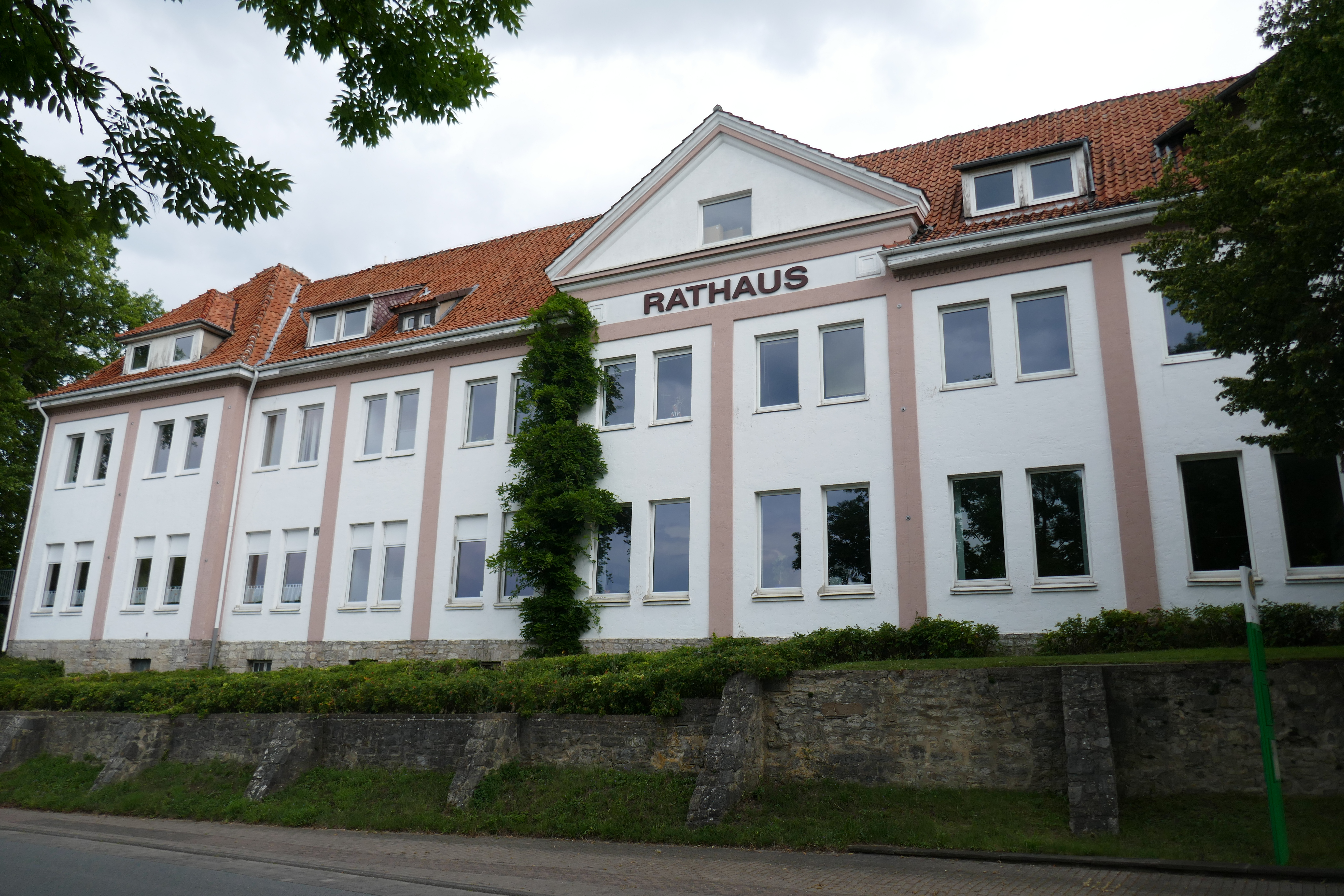
Rathaus

## Kultur und Sport

### Bauwerke
Ein ortsbildprägendes Gebäude ist die Pfarrkirche Mariä-Himmelfahrt, sehenswert ferner die evangelische Trinitatiskirche (ein von Schinkel beeinflusster Bau) von 1840/1841.
In der Liste der Baudenkmäler in Willebadessen sind für Peckelsheim 13 Baudenkmale aufgeführt.

### Hallen und Sportplätze
Im Schulzentrum Peckelsheim ist die Großturnhalle am Grundweg, das Hallenbad, der Tennisplatz und ein Bolzplatz. Außerdem sind Sporthallen am Schützenweg (ehemalige Realschule) und an der Warburger Str. (ehemalige Hüssenbergschule) vorhanden. Der Sportplatz wurde im Jahr 2019 mit Kunstrasen und einer Flutlichtanlage ausgestattet. Die Sportanlagen werden von den Sportvereinen aus dem Stadtgebiet genutzt.

### Regelmäßige Veranstaltungen
- Fabianball (St. Sebastian zu Peckelsheim e. V.)
- Büttenabend (Pickel-Jauh e. V., Löschzug Peckelsheim)
- Rathaussturm (Pickel-Jauh e. V.)
- Rosenmontagszug (Pickel-Jauh e. V.)
- Tag der sauberen Landschaft
- Osterfeuer (Jugendfeuerwehr Peckelsheim)
- Tag des Baumes
- Sportfest (FC Peckelsheim-Eissen-Löwen 2004 e. V.)
- Königschießen (St. Sebastian zu Peckelsheim e. V.)
- Schützenfest (St. Sebastian zu Peckelsheim e. V.)
- Sommerfest Feuerwehr (Löschzug Peckelsheim)
- Sommerfest DLRG (DLRG OG Peckelsheim e. V.)
- Nikolausfeier (FC Peckelsheim-Eissen-Löwen 2004 e. V.)
- Theateraufführung (Theater AG Vorhang Auf Peckelsheim)

### Vereine
- Schützenverein St. Sebastian zu Peckelsheim e. V.
- Löschzug Peckelsheim (Verein zur Förderung der Freiw. Feuerwehr Peckelsheim)
- Jugendfeuerwehr Peckelsheim
- Betreiberverein Schutzhütte Peckelsheim
- Heimatverein Peckelsheim e. V.
- Karnevalsverein „Pickel-Jauh“ e. V.
- Spielmannszug Peckelsheim e. V.
- BVB-Fanclub Peckelsheim e. V.
- Freebiker Peckelsheim
- Zukunftsinitiative Peckelsheim e. V.
- TuS Rot-Weiss Peckelsheim e. V.
- FC Peckelsheim-Eissen-Löwen 2004 e. V. (Ausgliederung der Fußballabteilungen der Sportvereine Peckelsheim, Eissen, Löwen)
- Tennisclub TC Peckelsheim e. V.
- DLRG OG Peckelsheim e. V.
- Freunde des Hallenbades Peckelsheim
- DRK OV Peckelsheim e. V.
- AWO OV Peckelsheim
- VdK OV Peckelsheim
- Dartclub 1. DC Peckelsheim
- Dartclub Die Dritte

## Bioenergiedorf
Am 29. Januar 2014 wurde Peckelsheim als erstes Bioenergiedorf in Ostwestfalen-Lippe ausgezeichnet. Die Ortschaft erzeugt mehr als das dreifache ihres Strombedarfs und über die Hälfte ihres Wärmebedarfs auf Grundlage regionaler regenerativer Energieträger. Dadurch hatte Peckelsheim einen großen Anteil an der Qualifizierung für den Bundeswettbewerb Bioenergie-Kommune, den die Stadt Willebadessen 2016 gewann.

## Bekannte Personen
- Martin Bolze (* 1957), deutscher Showhypnotiseur
- Herbert Dohmann (1922–2016), Pädagoge und Autor, Realschuldirektor in Peckelsheim
- Johannes Albert Gehle (* 1960), Mediziner, Präsident der Ärztekammer Westfalen-Lippe[11]
- Elisabeth Hauptmann (1897–1973), Geliebte und rechte Hand von Bertolt Brecht. Ihr werden 70–80 Prozent allein an der „Dreigroschenoper“ zugeschrieben.
- Jürgen Heyer (* 1944), Politiker, Mitglied des Landtags von Sachsen-Anhalt
- Reinhold Niemeyer (1885–1959), Architekt und Stadtplaner